# Some Say
Some Say – ballada pop-rockowa kanadyjskiego zespołu Sum 41, wydana jako trzeci singel promujący album Chuck (2005, Island Records). Singel został wydany jedynie w Japonii i Kanadzie i został wydany wraz z teledyskiem. Singel „No Reason” został wydany w USA i Europie. W czasie grania utworu na albumie koncertowym Go Chuck Yourself Whibley mówi, że piosenka mówi o „twoich bardzo skonfuzjowanych rodzicach”.

## Teledysk
Teledysk zaczyna się od przedstawienia członków zespołu w samochodzie – nagle Whibley wychodzi z pojazdu i zaczyna śpiewać. Wideo przedstawia wielu przypadkowych ludzi wykonujących różne rzeczy, np. niszczenie stoisk z warzywami – pod koniec teledysku ludzi zatrzymują żołnierze. Whibley wraca do samochodu, reszta członków zespołu opuszcza pojazd.

## Spis utworów
1. „Some Say”
2. „Some Say” (teledysk)

## Twórcy
- Deryck Whibley – śpiew, gitara rytmiczna
- Dave Baksh – gitara
- Cone McCaslin – gitara basowa
- Steve Jocz – perkusja